# Доктор Айболит (фильм)
«Доктор Айболит» — советский детский художественный фильм 1938 года по одноимённой повести-сказке Корнея Чуковского.

## Сюжет
Добрая сказка про всем известного доктора Айболита, а также про его вредную сестру Варвару и про злобных людей-разбойников. Друзей доктора - собаку Авву, обезьянку Чичи, попугая Карудо и сову Бумбу играют настоящие звери. Однажды Айболит встретил маленького мальчика Пенту, который плакал о своём папе. От Пенты Айболит узнал, что его отца похитил злой разбойник Беналис. Айболит и его друзья решают помочь мальчику найти его отца.

## В ролях
| Актёр               | Роль                    |
| ------------------- | ----------------------- |
| Максим Штраух       | доктор Айболит          |
| Виктор Селезнёв     | Пента                   |
| Иван Аркадин        | разбойник Беналис       |
| Александр Тимонтаев | отец Пенты / 1-й пират  |
| Евгений Гуров       | Робинзон                |
| Роберт Росс         | сторож маяка Джамбо     |
| Анна Вильямс        | сестра Айболита Варвара |
| Иона Бий-Бродский   | 2-й пират               |
| Эммануил Геллер     | 3-й пират               |
| Пётр Галаджев       | 4-й пират               |

## Съёмочная группа
- Автор сценария: Евгений Шварц
- Режиссёр: Владимир Немоляев
- Оператор: Александр Петров
- Художник: Владимир Егоров
- Композитор: Александр Варламов
- Монтаж — Л. Жучкова
- Директор — А. Шевелев

## Издание
В 2000—2001 годах фильм выпускался на видеокассетах VHS, позже на DVD ООО «Мастер Тэйп».

## Телетрансляции в детских передачах
В 80-е годы фильм демонстрировался в передаче «Спокойной ночи, малыши!». Ввиду небольшого эфирного времени выпусков передачи, фильм «Доктор Айболит» в каждом очередном выпуске демонстрировался по фрагментам.